# Giovani Hernández
Emmanuel Giovani Hernández Neri (Guadalajara, 4 gennaio 1993) è un calciatore messicano, centrocampista del Correcaminos UAT.

## Carriera

### Club
Ha giocato nella massima serie messicana e in quella guatemalteca.

### Nazionale
Nel 2013 ha preso parte al campionato nordamericano di calcio con la nazionale messicana Under-20.